# Cochigró
Cochigró es un corregimiento del distrito de Changuinola en la provincia de Bocas del Toro, República de Panamá. La localidad tiene 1.812 habitantes (2010).

## Demografía
En 2010 Cochigró contaba con una población de 1 812 habitantes según datos del Instituto Nacional de Estadística y una extensión de 548,9 km² lo que equivale a una densidad de población de 3,3 habitantes por km².

### Razas y etnias
- 86,81 % Chibchas (Americanos)[4]
- 6,95 % Mestizos
- 6,24 % Afropanameños[4]